# Philorhizus tinauti
Philorhizus tinauti is een keversoort uit de familie van de loopkevers (Carabidae). De wetenschappelijke naam van de soort is voor het eerst geldig gepubliceerd in 2005 door Anichtchenko.